# مول ساوث سنتر (مركز تجاري)
مول ساوث سنتر (بالإنجليزية: South Centre Mall)‏ يعد أحد أكبر مراكز التسوق في كالجاري، ألبرتا، كندا وتبلغ مساحتة 97,743.9 متر مربع (1,052,107 قدم2)، ويحتوي على ما يقرب من 190 متجرًا في طابقين.

## الموقع
يقع في الربع الجنوبي الشرقي من المدينة عند تقاطع طريق ماكلويد تريل وأندرسون.

## المالك
المول مملوك ومشغل من قبل شركة أوكسفورد العقارية.

## التاريخ
افتتح في الأصل في أكتوبر 1974، تم توسيع المركز التجاري في سنة 1986. أضافت التوسعة الإضافية قسما جديدا للتجزئة من مستويين إلى الجانب الشمالي وفي أواخر سنة 1999 أزداد المركز التجاري نموا مرة أخرى ليشمل قسما جديدًا من 3 مستويات تابع لشركة سيرز وحوالي 20 من محلات التجزئة الأخري، ومتنزه من مستويين.

## الخط الزمني
- تم إغلاق مجمع المسرح والترفية في 2009 وتم تعديله إلى مساحات البيع بالتجزئة لبيعها أو تأجيرها للمتاجر.
- في سنة 2012، أصبح أول مول يقدم زيارات خاصة مع سانتا كلوز للأطفال المصابين بالتوحد للترفيه عنهم وتسليتهم.[2]
- وفي يناير 2018، أغلقت سيرز متاجرها داخل المركز التجاري بعد إفلاس الشركة.